# Bernagie
De bernagie (Borago officinalis), ook vaak komkommerkruid genoemd, is een gemakkelijk herkenbare, ruwharige, eenjarige plant met blauwe bloemen.
De Romeinse Plinius schreef over deze plant: ego borago gaudia semper ago ("ik, borago, breng altijd blijdschap").

## Beschrijving
De plant wordt 45–90 cm hoog. De dikke stengels zijn vertakt en hol. De bladeren zijn 7–20 cm lang en puntig ovaal van vorm. De onderste bladeren zijn meer eirond en gesteeld, de bovenste meer langwerpig en stengelomvattend.
De plant behoort tot de ruwbladigenfamilie (Boraginaceae), en alle onderdelen van de plant (stengels, bladeren, en bloemknoppen) zijn dan ook bedekt met korte haren. Voor de bladeren geldt dit voor zowel boven- als onderzijde.
De bloeitijd valt vanaf mei of juni tot de herfst. De bloemen zijn felblauw met een wit hart, met fijne kroonblaadjes en zwarte helmknoppen. Een enkele maal kunnen de bloemen ook roze of wit zijn. De kelk is 0,5 tot 2 cm lang. De hangende bloemen staan in schichten aan het eind van de stengel. De kelkbladen zijn 0,5 tot 1,5 cm lang en puntig van vorm. De meeldraden zijn zo geordend dat er zich een kegel vormt. Bestuiving geschiedt door bijen en hommels, de van een mierenbroodje voorziene zaden worden door deze dieren versleept.

## Verspreiding
De plant is oorspronkelijk afkomstig uit het Middellandse Zeegebied, maar is tegenwoordig in meerdere landen van Europa ingeburgerd. Ze behoort tot de pioniervegetatie op vochtige zeer voedselrijke bodem. Ze komt voor op akkers, ruigten, puinhopen, langs wegen en andere ruderale terreinen.
De plant wordt gekweekt in tuinen en komt vandaar verwilderd in de Benelux voor. Eenmaal gezaaid, komt de plant de volgende jaren vaak weer op dezelfde plaats terug, doordat de plant gemakkelijk uitzaait. De plant wordt ook op grote schaal aangeplant voor de oliehoudende zaden. Ze wordt veel gekweekt als toekruid en als bijenbloem.

## Toepassingen
De soortaanduiding officinalis geeft aan dat aan de plant geneeskundige werking werd toegeschreven. Reeds bij de Grieken stond de plant om zijn opbeurende werking bekend. In de tweede eeuw na Christus werd een mengsel van bernagie en honing gebruikt ter verlichting bij hoesten. Een aftreksel van de bladeren en stengels werd gebruikt om de diurese en het zweten te bevorderen. Ander traditioneel gebruik is de toepassing bij reuma, verkoudheid en bronchitis.
De plant wordt toegepast ter versterking van de bijnieren en tegen mentale uitputting en depressie. Verder zou het de maag en darmen ondersteunen bij infectie en vergiftiging. De zaden worden ingezet bij prikkelbaredarmsyndroom en bij onregelmatige menstruatie. De zaadolie vindt uitwendig toepassing bij seborroïsch en atopisch eczeem en inwendig bij premenstrueel syndroom en ter preventie van hart- en vaatziekten.
Bernagie bevat een hoog gehalte aan vitamine C (38 mg/100 gram), zink, magnesium, vitamine B6 en biotine. De bloemen zijn rijk aan choline, glucose, fructose, aminozuren en tanninen. De zaden bevatten vooral proteïnen (20,9%) en een olie (38,3%) die rijk is aan gammalinoleenzuur (GLA). Als een van de voornaamste natuurlijke bronnen van GLA heeft borageolie een hoge vlucht genomen in de voedingssupplementenindustrie.
Als voedsel wordt de plant vooral in het Middellandse Zeegebied gewaardeerd als onderdeel van salades en andere zomerse gerechten. Ze heeft een komkommerachtige smaak, de naam komkommerkruid heeft ze hieraan te danken. Behalve de bloemen worden ook de jonge blaadjes als sla of als spinazie gegeten. Ten slotte kunnen de bloemen gebruikt worden om azijn blauw te kleuren. In India wordt een siroop gemaakt van de plant, die in de zomer als verfrissing wordt verkocht.

## Pyrrolizidine-alkaloïden
De bernagie bevat kleine hoeveelheden pyrrolizidine-alkaloïden, met name lycopsamine en supindine viridifloraat. Deze stoffen kunnen in hogere concentraties kanker veroorzaken en toxisch zijn voor de lever. Vanwege de lage concentraties van deze alkaloïden in bernagie is consumptie niet gevaarlijk.
Het RIVM heeft in 2005 een advies uitgebracht waarin het een innamenorm van maximaal 30 nanogram pyrrolizidine-alkaloïden (PA’s) per dag voorstelt. De uit de zaden van bernagie geperste olie, die rijk is aan het onverzadigde vetzuur gammalinoleenzuur en om die reden als voedingssupplement wordt gebruikt, wordt geraffineerd. Tijdens het raffinageproces worden de pyrrolizidine-alkaloïden verwijderd en daarna hoort de olie te voldoen aan de wettelijk gestelde norm van 1 µg per kg.

## Ecologische aspecten
De plant is geliefd bij bijen en hommels. De in Noordwest-Europa inheemse solitaire bijen andoornbij, gouden metselbij en nepetabij bezoeken deze plant.
Borageolie · Castorolie (Wonderolie) · Jatrophaolie · Katoenzaadolie · Kokosolie · Koolzaadolie · Lijnzaadolie · Maisolie · Olijfolie · Palmolie · Palmpitolie · Pindaolie · Raapolie · Rijstolie · Saffloerolie · Sesamolie · Sojaolie · Teunisbloemolie · Walnootolie · Zonnebloemolie